# Cantarello
Der Cantarello war ein italienisches Gewichtsmaß, einst offiziell gültig auf Sardinien. 

## Zusammenhänge
Das Maß stand als Zentner mit den Maßen Cantaro, Quintal und Centinajo begrifflich auf einer Stufe. Den Unterschied ergab die Verschiedenheit des Pfundes in anderen Ländern wie der Schweiz, Dänemark, Schweden und dem damaligen Fürstentum Walachei. 

## Umrechnung
- 1 Cantarello = 42,2 Kilogramm oder 82,16 Zollpfund[1]
- 1 Cantarello = 4 Rubbi = 104 Libbre[2]

In Sassari unterschied man in große und kleine Cantarelli. Der Erstere wurde mit 6, der andere mit 4 Rubbi gerechnet,